# Розовоголовая утка
Розовоголовая утка (лат. Rhodonessa caryophyllacea) — вид водоплавающих птиц семейства утиных. Этот вид вымер или находится на грани исчезновения — последний раз его наблюдали в 1945 году. Обитала в Индии, Бангладеш, северной Мьянме. Многочисленные поиски не предоставили никаких доказательств дальнейшего существования.

## Описание
Розовоголовая утка достигает около 41—43 см в длину. У неё длинный клюв с длинной шеей и приземлённой[какой?] головой. Самец имеет розовый клюв, голову и шею в то время, как самка бледно-розоватую голову и шею. Кончики крыльев у них белые. Во время полёта он не будет сколько-нибудь отличаться от белокрылой утки. Розовоголовая утка обитает в низинных болотах и водоёмах, в высокой траве джунглей. Гнездо строится среди травы. В кладке 6—7 яиц, очень сферических и сливочно-белого цвета. Яйца достигают 1,82 дюйма в длину и 1,7 дюйма в ширину. Считается, что розовоголовая утка питается водорослями и моллюсками.

## Распространение
Аллан Октавиан Юм и Стюарт Бейкер отметили, что ареал вида был к северу от Ганга и к западу от Брахмапутры. Юм отметил, что розовоголовая утка встречалась очень редко в штате Манипур. Эдвард Блит утверждает, что этот вид был найден в Аракане штате Бирмы. Брайан Хафтон Ходжсон получил остатки розовоголовой утки из Непала. Птицы были также зарегистрированы в регионе Ауда, некоторые очень близко к Лакхнау. Джердоном получены образцы птиц с юга, хотя он лично не наблюдал их в естественных условиях, пока не посетил Бенгалии.

## Статус
Эта утка была замечена в восточной части Индии, Бангладеш и северной части Мьянмы, но, вероятно, уже вымерла. Вид был малочисленным со времён колониального господства, повлёкшего разрушение среды обитания. Позже розовоголовая утка пользовалась спросом среди охотников, в основном из-за своего необычного оперения. Официально последняя утка была убита в июне 1935 года в Дарбханге индийским натуралистом Чарльзом М. Инглисом, который даже не знал, кого подстрелил, пока его охотничий ротвейлер не поднёс ему птицу. Неподтверждённые показания свидетелей в Индии поступали до 1960 года. Американский орнитолог Сидни Диллон Рипли назвал датой вымирания вида 1950 год. Тем не менее в 2003—2005 годах были предприняты попытки обнаружить уток в национальном округе Мьянмы Качин, на реке Nat Kaung, так как все ещё были свидетельства встречи с ними, но обнаруженная популяция оказалась представителями другого вида уток.